# Klietzer Heide
Die Klietzer Heide ist eine größtenteils im Landkreis Stendal in Sachsen-Anhalt liegende Wald- und Heidelandschaft im Schollener Land, einem in der Weichsel-Kaltzeit entstandenen Endmoränenzug. Sie erstreckt sich in etwa über einen Bereich westlich der in Brandenburg liegenden Stadt Rathenow bis zum Übergang in das Urstromtal der Elbe. Benannt ist die Klietzer Heide nach dem an ihrem Westrand liegenden Ort Klietz.
Nach der Landschaft sind ein FFH- und EU-Vogelschutzgebiet benannt, die sich über zentrale Bereiche des Schollener Landes bis nach Brandenburg erstrecken.

## Natura-2000-Gebiete

### Lage
Das FFH- und EU-Vogelschutzgebiet „Klietzer Heide“ liegt nordwestlich von Rathenow. Der größte Teil des FFH-Gebietes liegt in den Gemeinden Schönhausen (Elbe), Klietz und Schollene im Landkreis Stendal in Sachsen-Anhalt, der brandenburgische Teil des FFH-Gebietes liegt in der Stadt Rathenow und der Gemeinde Milower Land im Landkreis Havelland. Das EU-Vogelschutzgebiet liegt vollständig in den bereits genannten Gebietskörperschaften im Landkreis Stendal.

### Allgemeines
Das FFH-Gebiet ist circa 2579 Hektar groß. Davon entfallen circa 1930 Hektar auf das Bundesland Sachsen-Anhalt (beim Bundesamt für Naturschutz ist die Größe mit 1925 Hektar angegeben) und rund 649 Hektar auf das Bundesland Brandenburg. Das ausschließlich auf dem Gebiet des Landes Sachsen-Anhalt liegende EU-Vogelschutzgebiet ist circa 2258 Hektar groß (beim Bundesamt für Naturschutz ist die Größe mit 2252 Hektar angegeben).
Das FFH-Gebiet überlagert sich in Sachsen-Anhalt vollständig mit dem EU-Vogelschutzgebiet. Der in Brandenburg liegende Teil des FFH-Gebietes liegt innerhalb des Naturparks Westhavelland und überlagert sich teilweise mit dem Landschaftsschutzgebiet „Westhavelland“. Im Osten grenzt es an eine Teilfläche des FFH-Gebietes „Buckow-Steckelsdorf-Göttlin“, die als Naturschutzgebiet „Trittsee-Bruchbach“ ausgewiesen ist.
Die auf dem Gebiet des Landes Sachsen-Anhalt liegenden Teile des FFH- bzw. EU-Vogelschutzgebietes sind durch die Landesverordnung zur Unterschutzstellung der Natura 2000-Gebiete im Land Sachsen-Anhalt (N2000-LVO LSA) seit dem 21. Dezember 2018 rechtlich gesichert. Zuständige untere Naturschutzbehörden sind die Landkreise Stendal in Sachsen-Anhalt und Havelland in Brandenburg.

### Beschreibung
Das FFH-Gebiet besteht aus zwei Teilflächen, einer größeren, die sich über die Bundesländer Sachsen-Anhalt und Brandenburg erstreckt, und einer kleineren in Sachsen-Anhalt (letztere umfasst einen ehemaligen Feldflugplatz). Das Gebiet umfasst Teile des Truppenübungsplatzes Klietz, insbesondere die offenen Flächen östlich und südöstlich von Klietz, zwischen Klietz und Rathenow und nordöstlich von Schönhausen (Elbe) sowie teilweise bewaldete Flächen.
Auf den offenen Flächen dominieren durch die militärische Nutzung entstandene trockene Heiden auf Sandböden. Darin eingestreut sind Dünen mit offenen Grasflächen. Die Heide wird von Besenheide dominiert. Weiterhin sind Silbergrasfluren ausgebildet. In weniger stark militärisch genutzten Bereichen schreitet die natürliche Sukzession voran. Hier wachsen Birken und Kiefern auf. Teilweise werden die Bereiche durch Pflegemaßnahmen offengehalten. Bewaldete Bereiche werden von Kiefernforsten dominiert. Stellenweise sind auch Laub- und Mischwälder mit Traubeneiche und Birken ausgebildet.
Insbesondere die offenen Standorte des FFH- und EU-Vogelschutzgebietes sind Lebensraum zahlreicher seltener Tier- und Pflanzenarten, darunter verschiedener Käferarten wie Genetzter Puppenräuber (Calosoma reticulatum), Heide-Kamelläufer (Amara infima), Mondfleckiger Nachtläufer (Cymindis angularis), Nördlicher Ahlenläufer (Bembidion nigricorne) und Ovaler Schnellläufer (Harpalus servus). Die Offen- und Halboffenbereiche sind Lebensraum zahlreicher Zauneidechsen. Das Gebiet beherbergt eine zum Teil bedeutende Avifauna. So sind hier unter anderem Heidelerche, Brachpieper, Steinschmätzer, Sperbergrasmücke, Schwarz- und Braunkehlchen, Ortolan, Neuntöter, Raubwürger, Wiedehopf, Ziegenmelker, Raufußkauz, Rot- und Schwarzmilan, Wiesenweihe und Wespenbussard heimisch. Auch Schwarzspecht und Kranich kommen hier vor. Das Gebiet ist weiterhin Bruthabitat für Seeadler und Fischadler, für die möglicherweise die nahe Havelniederung als Nahrungshabitat dient. Weiterhin sind hier verschiedene Fledermausarten heimisch. Seit Mitte der 2010er-Jahre ist ein Wolfsrudel im Gebiet ansässig.
Das Gebiet ist großflächig von Wäldern umgeben.